# Wheelock (Vermont)
Wheelock – miasto w Stanach Zjednoczonych, w stanie Vermont, w hrabstwie Caledonia.